# Carl Haas
Carl A. Haas (Chicago, 26 de fevereiro de 1929 - Chicago, 29 de junho de 2016) foi um empresário de automobilismo estadunidense. Ele era coproprietário da equipe Newman/Haas/Lanigan Racing na IndyCar Series com Paul Newman e Mike Lanigan. Ele também era proprietário da Carl A. Carl A. Haas Motorsports, que competiu na NASCAR Nationwide Series, bem como a Haas Lola, uma antiga equipe de Fórmula 1.